# Neoduma simplex
Neoduma simplex är en fjärilsart som beskrevs av Arnold Pagenstecher 1900. Neoduma simplex ingår i släktet Neoduma och familjen björnspinnare. Inga underarter finns listade i Catalogue of Life.